# Miguel Vences
Miguel Vences (Keulen, 24 april 1969) is een Duits herpetoloog. Vences is gespecialiseerd in de Malagassische kikkersoorten. 
Vences is afgestudeerd aan de Rheinische Friedrich-Wilhelms-Universiteit en werkte bij de Technische Universiteit Braunschweig. In 1994 publiceerde hij de amfibieën en reptielen van Madagaskar met Frank Glaw.
Soorten die naar hem vernoemd zijn:
- Calumma vencesi Andreone, Mattioli, Jesu & Randrianirina, 2001
- Eimeria vencesi Modry, Daszak, Volf, Vesley, Ball & Koudela, 2001
- Hydrothelphusa vencesi Cumberlidge, Marijnissen & Thompson, 2007

- Aglyptodactylus laticeps Glaw, Vences, & Böhme, 1998
- Aglyptodactylus securifer Glaw, Vences, & Böhme, 1998
- Amphiglossus meva Miralles, Raselimanana, Rakotomalala, Vences & Vieites, 2011
- Anodonthyla emilei Vences, Glaw, Köhler, & Wollenberg, 2010
- Anodonthyla jeanbai Vences, Glaw, Köhler, & Wollenberg, 2010
- Anodonthyla moramora Glaw & Vences, 2005
- Anodonthyla nigrigularis Glaw & Vences, 1992
- Anodonthyla theoi Vences, Glaw, Köhler, & Wollenberg, 2010
- Anodonthyla vallani Vences, Glaw, Köhler, & Wollenberg, 2010
- Blaesodactylus ambonihazo Bauer, Glaw, Gehring & Vences, 2011
- Blommersia angolafa Andreone, Rosa, Noël, Crottini, Vences, & Raxworthy, 2010
- Blommersia dejongi Vences, Köhler, Pabjian, & Glaw, 2010
- Blommersia galani Vences, Köhler, Pabjian, & Glaw, 2010
- Blommersia kely (Glaw & Vences, 1994)
- Blommersia sarotra (Glaw & Vences, 2002)
- Boehmantis Glaw & Vences, 2006
- Boophinae Vences & Glaw, 2001
- Boophis andreonei Glaw & Vences, 1994
- Boophis arcanus Glaw, Köhler, De la Riva, Vieites, & Vences, 2010
- Boophis axelmeyeri Vences, Andreone, & Vieites, 2005
- Boophis baetkei Köhler, Glaw, & Vences, 2008
- Boophis blommersae Glaw & Vences, 1994
- Boophis boehmei Glaw & Vences, 1992
- Boophis bottae Vences & Glaw, 2002
- Boophis burgeri Glaw & Vences, 1994
- Boophis calcaratus Vallan, Vences, & Glaw, 2010
- Boophis englaenderi Glaw & Vences, 1994
- Boophis entingae Glaw, Köhler, De la Riva, Vieites, & Vences, 2010
- Boophis feonnyala Glaw, Vences, Andreone, & Vallan, 2001
- Boophis haematopus Glaw, Vences, Andreone, & Vallan, 2001
- Boophis haingana Glaw, Köhler, De la Riva, Vieites, & Vences, 2010
- Boophis jaegeri Glaw & Vences, 1992
- Boophis liami Vallan, Vences, & Glaw, 2003
- Boophis lilianae Köhler, Glaw, & Vences, 2008
- Boophis luciae Glaw, Köhler, De la Riva, Vieites, & Vences, 2010
- Boophis marojezensis Glaw & Vences, 1994
- Boophis miadana Glaw, Köhler, De la Riva, Vieites, & Vences, 2010
- Boophis occidentalis Glaw & Vences, 1994
- Boophis picturatus Glaw, Vences, Andreone, & Vallan, 2001
- Boophis piperatus Glaw, Köhler, De la Riva, Vieites, & Vences, 2010
- Boophis praedictus Glaw, Köhler, De la Riva, Vieites, & Vences, 2010
- Boophis pyrrhus Glaw, Vences, Andreone, & Vallan, 2001
- Boophis quasiboehmei Vences, Köhler, Crottini, & Glaw, 2010
- Boophis roseipalmatus Glaw, Köhler, De la Riva, Vieites, & Vences, 2010
- Boophis rufioculis Glaw & Vences, 1997
- Boophis sambirano Vences & Glaw, 2005
- Boophis sandrae Glaw, Köhler, De la Riva, Vieites, & Vences, 2010
- Boophis schuboeae Glaw & Vences, 2002
- Boophis septentrionalis Glaw & Vences, 1994
- Boophis solomaso Vallan, Vences, & Glaw, 2003
- Boophis spinophis Glaw, Köhler, De la Riva, Vieites, & Vences, 2010
- Boophis tampoka Köhler, Glaw, & Vences, 2008
- Boophis tasymena Vences & Glaw, 2002
- Boophis tsilomaro Vences, Andreone, Glos, & Glaw, 2010
- Boophis ulftunni Wollenberg, Andreone, Glaw, & Vences, 2008
- Boophis vittatus Glaw, Vences, Andreone, & Vallan, 2001
- Boophis xerophilus Glaw & Vences, 1997
- Brookesia confidens Glaw, Köhler, Townsend & Vences, 2012
- Brookesia desperata Glaw, Köhler, Townsend & Vences, 2012
- Brookesia micra Glaw, Köhler, Townsend & Vences, 2012
- Brookesia tristis Glaw, Köhler, Townsend & Vences, 2012
- Calumma tarzan Gehring, Pabijan, Ratsoavina, Köhler, Vences & Glaw, 2010
- Calumma vohibola Gehring, Ratsoavina, Vences & Glaw, 2011
- Cophyla berara Vences, Andreone, & Glaw, 2005
- Cophyla occultans (Glaw & Vences, 1992)
- Furcifer timoni Glaw, Köhler & Vences, 2009
- Gephyromantis ambohitra (Vences & Glaw, 2001)
- Gephyromantis cornutus (Glaw & Vences, 1992)
- Gephyromantis corvus (Glaw & Vences, 1994)
- Gephyromantis enki (Glaw & Vences, 2002)
- Gephyromantis moseri (Glaw & Vences, 2002)
- Gephyromantis rivicola (Vences, Glaw, & Andreone, 1997)
- Gephyromantis runewsweeki Vences & De la Riva, 2007
- Gephyromantis salegy (Andreone, Aprea, Vences, & Odierna, 2003)
- Gephyromantis schilfi (Glaw & Vences, 2000)
- Gephyromantis silvanus (Vences, Glaw, & Andreone, 1997)
- Gephyromantis striatus (Vences, Glaw, Andreone, Jesu, & Schimmenti, 2002)
- Gephyromantis tandroka (Glaw & Vences, 2001)
- Gephyromantis thelenae (Glaw & Vences, 1994)
- Gephyromantis tschenki (Glaw & Vences, 2001)
- Gephyromantis zavona (Vences, Andreone, Glaw, & Randrianirina, 2003)
- Guibemantis kathrinae (Glaw, Vences, & Gossmann, 2000)
- Guibemantis timidus (Vences & Glaw, 2005)
- Heterixalus andrakata Glaw & Vences, 1991
- Heterixalus carbonei Vences, Glaw, Jesu, & Schimmenti, 2000
- Heterixalus punctatus Glaw & Vences, 1994
- Heteroliodon fohy Glaw, Vences & Nussbaum, 2005
- Laliostoma Glaw, Vences, & Böhme, 1998
- Laliostominae Vences & Glaw, 2001
- Liophidium maintikibo Franzen, Jones, Raselimanana, Nagy, C’cruze, Glaw & Vences, 2009
- Liophidium pattoni Vieites, Ratsoavina, Randrianiaina, Nagy, Glaw & Vences, 2010
- Liopholidophis dimorphus Glaw, Nagy, Franzen & Vences, 2007
- Lygodactylus roavolana Puente, Glaw, Vieites & Vences, 2009
- Madascincus arenicola Miralles, Köhler, Glaw & Vences, 2011
- Mantella bernhardi Vences, Glaw, Peyrieras, Böhme, & Busse, 1994
- Mantella manery Vences, Glaw, & Böhme, 1999
- Mantidactylus charlotteae Vences & Glaw, 2004
- Mantidactylus zipperi Vences & Glaw, 2004
- Mantidactylus zolitschka Glaw & Vences, 2004
- Paracontias fasika Köhler, Vences, Erbacher & Glaw, 2010
- Paracontias kankana Köhler, Vieites, Glaw, Kaffenberger & Vences, 2009
- Paracontias vermisaurus Miralles, Köhler, Vieites, Glaw & Vences, 2011
- Paradoxophyla tiarano Andreone, Aprea, Odierna, & Vences, 2006
- Paroedura lohatsara Glaw, Vences & Schmidt, 2001
- Phelsuma borai Glaw, Köhler & Vences, 2009
- Phelsuma gouldi Crottini, Gehring, Glaw, Harris, Lima & Vences, 2011
- Phelsuma roesleri Glaw, Gehring, Köhler, Franzen & Vences, 2010
- Plethodontohyla guentheri Glaw & Vences, 2007
- Plethodontohyla mihanika Vences, Raxworthy, Nussbaum, & Glaw, 2003
- Rhombophryne coronata (Vences & Glaw, 2003)
- Rhombophryne mangabensis Glaw, Köhler, & Vences, 2010
- Rhombophryne matavy D'Cruze, Köhler, Vences, & Glaw, 2010
- Scaphiophryne boribory Vences, Raxworthy, Nussbaum, & Glaw, 2003
- Scaphiophryne menabensis Glos, Glaw, & Vences, 2005
- Spinomantis brunae (Andreone, Glaw, Vences, & Vallan, 1998)
- Spinomantis fimbriatus (Glaw & Vences, 1994)
- Spinomantis massi (Glaw & Vences, 1994)
- Spinomantis phantasticus (Glaw & Vences, 1997)
- Stumpffia be Köhler, Vences, D'Cruze, & Glaw, 2010
- Stumpffia gimmeli Glaw & Vences, 1992
- Stumpffia hara Köhler, Vences, D'Cruze, & Glaw, 2010
- Stumpffia megsoni Köhler, Vences, D'Cruze, & Glaw, 2010
- Stumpffia pygmaea Vences & Glaw, 1991
- Stumpffia staffordi Köhler, Vences, D'Cruze, & Glaw, 2010
- Stumpffia tetradactyla Vences & Glaw, 1991
- Thamnosophis martae (Glaw, Franzen & Vences, 2005)
- Thamnosophis mavotenda Glaw, Nagy, Köhler, Franzen & Vences, 2009
- Tsingymantis antitra Glaw, Hoegg, & Vences, 2006
- Tsingymantis Glaw, Hoegg, & Vences, 2006
- Uroplatus finiavana Ratsoavina, Louis Jr., Crottini, Randrianiaina, Glaw & Vences, 2011
- Wakea madinika (Vences, Andreone, Glaw, & Mattioli, 2002)
- Wakea Glaw & Vences, 2006

- Gemeinsame Normdatei: 1044124652
- International Standard Name Identifier: 0000 0000 5800 7804
- Library of Congress Control Number: no95004121
- Nationale Bibliotheek van Tsjechië: uk2007368998
- Nationale Bibliotheek van Israël: 987007442229805171
- Nederlandse Thesaurus van Auteursnamen: 293524343
- ORCID: 0000-0003-0747-0817
- Système universitaire de documentation: 14337270X
- Semantic Scholar: 3704140
- Virtual International Authority File: 85245744
- WorldCat: E39PBJpJc8tYfryDP3JM7hrXh3